# Burg Beilstein (Homburg)
Burg Beilstein (eventuell auch Pfeilstein) erscheint seit dem frühen 20. Jahrhundert in Nachschlagewerken als eine Burg bei Homburg-Reiskirchen oder Homburg-Websweiler. Ihre Existenz ist jedoch durch historische Quellen oder archäologische Befunde nicht belegt. Die Burg ist entweder vollständig abgegangen oder hat nie existiert.

## Beschreibung von Tilemann Stella
Bey dem Pfeillstein (Variante der Textüberlieferung: bey dem Schleiffstein) ist ein Stellenname, den der Geograph Tilemann Stella 1564 anlässlich einer Grenzbeschreibung im Feilbachtal zwischen Höchen und Kleinottweiler nennt, beides heute Stadtteile von Bexbach. Stella weist in keiner Weise auf eine abgegangene Burg hin, zeichnet die Stelle auch nicht in seine Karte 5 ein. Der bei Stella beschriebene Ort liegt südlich von Websweiler, das als Ortsteil von Jägersburg heute zur Stadt Homburg im Saarland gehört.

## Beschreibungen imPfälzischen Geschichtsatlasund imPfalzatlas
Für die Zeit von 1564 und 1934 gibt es offenbar keine Belege für die Burg. Sie taucht erst 1935 im Pfälzischen Geschichtsatlas wieder auf, nunmehr etwa vier Kilometer weiter im Südosten gelegen, unter dem Namen Beilstein. Während Karte 10 sie als Wasserburg etwa ein Kilometer nördlich von Reiskirchen verortet, kennzeichnet die zugehörige Tabelle auf Seite 7 der Textbeilage sie wie folgt: „Name: Beilstein (Erbach), Typ: Wasserburg, Zustand: verschwunden, erste Nennung: 1564“. Bearbeiter von Karte und Text war der renommierte Mittelalterforscher Carl Pöhlmann (1863–1947), der ein kleines Literaturverzeichnis beifügte. Ob und aus welchem Werk er die Angaben zu dieser Burg entnommen hatte, lässt sich mangels Einzelnachweisen nicht nachvollziehen.
Die Burg erscheint in unveränderter Lage nördlich von Reiskirchen auf der 1966 bearbeiteten Karte 48 des Pfalzatlas. Gestützt auf eine lange Literaturliste, jedoch abermals ohne Einzelnachweise, bezeichnete sie der Autor Günter Stein mit dem Symbol einer Niederburg und vermerkte ihre Entstehung in gotischer Zeit (etwa 1235–1500). Im zugehörigen Textband heißt es dann allerdings bei den Addenda und Corrigenda ohne Einzelbegründung: „Zu tilgen sind die Anlagen [...] Beilstein (Homburg)“.

## Fehlen der Burg in den Regesten des Klosters Wörschweiler
Reiskirchen gehörte seit 1131 zu den Allodien des Klosters Wörschweiler. In den Regesten des Klosters findet sich über 400 Jahre kein Eintrag zu einer Burg bei Reiskirchen oder zu Edelknechten, Rittern, Junkern oder Herren zu Reiskirchen. Vielmehr geht daraus hervor, dass Reiskirchen in dieser Periode Eigentum des Klosters war. Sollte es also eine Burg oder Motte zu Reiskirchen gegeben haben, wäre sie demnach in früherer Zeit zu suchen.

## Lage vor Ort
Der von Tilemann Stella genannte Feilbach fließt zwischen Frankenholz und Hochwiesmühle in einem engen und tief eingeschnittenen Tal. Es erscheint zweifelhaft, dass dort eine Wasserburg bestand. Allerdings markiert der Feilbach einen alten Grenzverlauf. Das Tal des Feilbaches ist zudem geologisch interessant. Die Geologische Karte des Saarlandes verzeichnet dort am Übergang der Kuseler Schichten des Perm zum mittleren Buntsandstein der Trias ein lokales Vorkommen magmatischer Ergussgesteine, Olivin-Andesite, so genannten Melaphyr, die vulkanischen Ursprungs sind. Die Hartsteine wurden in der Vergangenheit in einem kleinen Steinbruch abgebaut, der heute noch zu sehen ist. Im Bruch nördlich von Reiskirchen ist eine Wasserburg denkbar. Zu berücksichtigen ist ferner, dass Beilstein nicht als Name einer Wasserburg erwartet wird.

## Burg Hamborg
Eine Verwandtschaft zu der vom 16. bis ins 18. Jahrhundert in Kupferstich-Karten erscheinenden Burg Hamborg zwischen Neunkirchen und Kirkel besteht vordergründig nicht. Diese nicht existierende Burg entstand offensichtlich auf der Karte aus einer Spiegelung der Burg Hohenburg.